# Hakkâri
Hakkari là một thành phố thuộc tỉnh Hakkari, Thổ Nhĩ Kỳ. Huyện có diện tích 2237 km² và dân số thời điểm năm 2007 là 77926 người, mật độ 35 người/km².

## Khí hậu
| Dữ liệu khí hậu của Hakkâri                  | Dữ liệu khí hậu của Hakkâri | Dữ liệu khí hậu của Hakkâri | Dữ liệu khí hậu của Hakkâri | Dữ liệu khí hậu của Hakkâri | Dữ liệu khí hậu của Hakkâri | Dữ liệu khí hậu của Hakkâri | Dữ liệu khí hậu của Hakkâri | Dữ liệu khí hậu của Hakkâri | Dữ liệu khí hậu của Hakkâri | Dữ liệu khí hậu của Hakkâri | Dữ liệu khí hậu của Hakkâri | Dữ liệu khí hậu của Hakkâri | Dữ liệu khí hậu của Hakkâri |
| Tháng                                        | 1                           | 2                           | 3                           | 4                           | 5                           | 6                           | 7                           | 8                           | 9                           | 10                          | 11                          | 12                          | Năm                         |
| -------------------------------------------- | --------------------------- | --------------------------- | --------------------------- | --------------------------- | --------------------------- | --------------------------- | --------------------------- | --------------------------- | --------------------------- | --------------------------- | --------------------------- | --------------------------- | --------------------------- |
| Cao kỉ lục °C (°F)                           | 11.8 (53.2)                 | 12.9 (55.2)                 | 19.7 (67.5)                 | 25.0 (77.0)                 | 28.7 (83.7)                 | 34.4 (93.9)                 | 38.8 (101.8)                | 38.0 (100.4)                | 37.1 (98.8)                 | 29.3 (84.7)                 | 20.8 (69.4)                 | 17.5 (63.5)                 | 38.8 (101.8)                |
| Trung bình ngày tối đa °C (°F)               | −0.5 (31.1)                 | 1.3 (34.3)                  | 7.0 (44.6)                  | 13.2 (55.8)                 | 19.6 (67.3)                 | 26.3 (79.3)                 | 31.1 (88.0)                 | 31.5 (88.7)                 | 26.7 (80.1)                 | 19.0 (66.2)                 | 10.0 (50.0)                 | 2.5 (36.5)                  | 15.6 (60.1)                 |
| Trung bình ngày °C (°F)                      | −4.1 (24.6)                 | −2.6 (27.3)                 | 2.7 (36.9)                  | 8.6 (47.5)                  | 14.4 (57.9)                 | 20.5 (68.9)                 | 25.0 (77.0)                 | 25.2 (77.4)                 | 20.7 (69.3)                 | 13.6 (56.5)                 | 5.5 (41.9)                  | −1.2 (29.8)                 | 10.7 (51.3)                 |
| Tối thiểu trung bình ngày °C (°F)            | −7.5 (18.5)                 | −6.2 (20.8)                 | −1.2 (29.8)                 | 4.2 (39.6)                  | 9.6 (49.3)                  | 14.7 (58.5)                 | 18.7 (65.7)                 | 18.8 (65.8)                 | 14.5 (58.1)                 | 8.3 (46.9)                  | 1.3 (34.3)                  | −4.6 (23.7)                 | 5.9 (42.6)                  |
| Thấp kỉ lục °C (°F)                          | −23.4 (−10.1)               | −22.7 (−8.9)                | −19.0 (−2.2)                | −8.3 (17.1)                 | −0.8 (30.6)                 | 5.0 (41.0)                  | 10.0 (50.0)                 | 9.7 (49.5)                  | 4.3 (39.7)                  | −5.8 (21.6)                 | −15.0 (5.0)                 | −21.3 (−6.3)                | −23.4 (−10.1)               |
| Lượng Giáng thủy trung bình mm (inches)      | 90.8 (3.57)                 | 102.3 (4.03)                | 119.2 (4.69)                | 119.0 (4.69)                | 68.9 (2.71)                 | 14.5 (0.57)                 | 9.3 (0.37)                  | 5.4 (0.21)                  | 10.9 (0.43)                 | 56.2 (2.21)                 | 77.8 (3.06)                 | 102.7 (4.04)                | 777.0 (30.59)               |
| Số ngày giáng thủy trung bình                | 10.27                       | 10.13                       | 12.83                       | 13.03                       | 12.60                       | 4.27                        | 2.00                        | 1.27                        | 2.40                        | 8.70                        | 8.63                        | 10.40                       | 96.5                        |
| Số giờ nắng trung bình tháng                 | 120.9                       | 146.9                       | 179.8                       | 198.0                       | 266.6                       | 345.0                       | 368.9                       | 347.2                       | 294.0                       | 223.2                       | 159.0                       | 114.7                       | 2.764,2                     |
| Số giờ nắng trung bình ngày                  | 3.9                         | 5.2                         | 5.8                         | 6.6                         | 8.6                         | 11.5                        | 11.9                        | 11.2                        | 9.8                         | 7.2                         | 5.3                         | 3.7                         | 7.6                         |
| Nguồn: Cơ quan Khí tượng Nhà nước Thổ Nhĩ Kỳ |                             |                             |                             |                             |                             |                             |                             |                             |                             |                             |                             |                             |                             |